# Горнет (Прахова)
Горнет (рум. Gornet) насеље је у Румунији у округу Прахова у општини Горнет. Oпштина се налази на надморској висини од 351 m.

## Становништво
Према подацима из 2002. године у насељу је живело 3126 становника, од којих су сви румунске националности.

### Хронологија
| Година       | 1992 | 1993 | 1994 | 1995 | 1996 | 1997 | 1998 | 1999 | 2000 | 2001 | 2002 | 2003 | 2004 | 2005 | 2006 | 2007 | 2008 | 2009 | 2010 | 2011 | 2012 | 2013 | 2014 | 2015 | 2016 | 2017 |
| ------------ | ---- | ---- | ---- | ---- | ---- | ---- | ---- | ---- | ---- | ---- | ---- | ---- | ---- | ---- | ---- | ---- | ---- | ---- | ---- | ---- | ---- | ---- | ---- | ---- | ---- | ---- |
| Становништво | 3327 | 3335 | 3330 | 3312 | 3306 | 3284 | 3244 | 3226 | 3211 | 3198 | 3204 | 3187 | 3185 | 3151 | 3118 | 3107 | 3093 | 3067 | 3038 | 3012 | 3008 | 2977 | 2932 | 2902 | 2869 | 2836 |